# Клишківська волость (Хотинський повіт)
Клишківська волость — історична адміністративно-територіальна одиниця Хотинського повіту Бессарабської губернії.
Станом на 1886 рік — складалася з 11 поселень, 8 сільських громад. Населення — 10264 особи (5251 чоловічої статі та 5013 — жіночої), 1724 дворових господарства.
|                     | Площа, десятин | У тому числі орної, дес. |
| ------------------- | -------------- | ------------------------ |
| Сільських громад    | 5570           | 3056                     |
| Приватної власності | 2768           | 1565                     |
| Казенної власності  | 822            | —                        |
| Іншої власності     | 4413           | 1933                     |
| Загалом             | 13573          | 6554                     |

Основні поселення волості:
- Клішківці — село царачьке[2] за 20 верст від повітового міста, 3681 особа, 579 дворів, православна церква, школа, 3 лавки. За 5 верст — цукровий завод.
- Владична — село царачьке при озері Джулин, 1143 особи, 218 дворів, православна церква, школа.
- Заржани — село царачьке, 1503 особи, 276 дворів, православна церква, школа.
- Керстинці — село царачьке при озері Джулин, 801 особа, 178 дворів, православна церква, школа.
- Полу-Рахутина (Рашківська Слободка) — село царачьке при річці Дністер, 94 особи, 28 дворів, 2 сукновальні
- Поляна — село царачьке при протоці, 826 осіб, 152 двори, православна церква.
- Рахутине — село колишнє державне при річці Дністер, 187 осіб, 21 дворів, православна церква, сукновальня.
- Шуроуці — село царачьке при озері Джулин, 1238 осіб, 221 двір.